# Calliophis beddomei
Calliophis beddomei är en ormart som beskrevs av Smith 1943. Calliophis beddomei ingår i släktet Calliophis och familjen giftsnokar. Inga underarter finns listade.
Arten förekommer i södra Indien. Honor lägger ägg.